# Jerez, Guatemala
Jerez är en kommunhuvudort i Guatemala.   Den ligger i departementet Departamento de Jutiapa, i den södra delen av landet, 100 km sydost om huvudstaden Guatemala City. Jerez ligger 732 meter över havet och antalet invånare är 4 421.
Terrängen runt Jerez är kuperad. Runt Jerez är det tätbefolkat, med 411 invånare per kvadratkilometer. Närmaste större samhälle är Atescatempa, 8,3 km norr om Jerez. Omgivningarna runt Jerez är en mosaik av jordbruksmark och naturlig växtlighet.